# Sybil Ludington

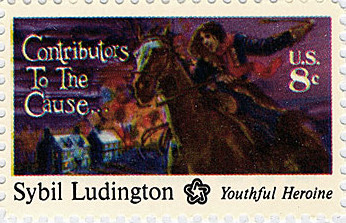
Sondermarke der US-Post zum Gedenken an Sybil Ludington.

Sybil Ludington (* 1761 im Dutchess County; † 1839 in Unadilla, New York) war das älteste von zwölf Kindern von Henry Ludington und eine Person im Amerikanischen Unabhängigkeitskrieg. In der Nacht vom 26. April 1777 brachte sie ihre Geschwister gerade zu Bett, als die Familie die Nachricht erhielt, dass die Briten begonnen hatten, das etwa 40 Kilometer entfernte Danbury niederzubrennen. Die Truppen ihres Vaters waren über ein größeres Gebiet verstreut, und die damals sechzehnjährige Sybil überzeugte ihren Vater, sie ausreiten zu lassen, um diese zu alarmieren.
Zwischen 21 Uhr und der Morgendämmerung ritt sie in der Dunkelheit eine Strecke von rund 65 Kilometer. „Muster at Ludington’s“, forderte sie die Milizangehörigen auf den Farmen auf. In dieser Nacht ritt sie über Carmel nach Mahopac, dann nach Kent Cliffs und von dort nach Farmers Mills, wo sie den Rückweg nach Hause antrat. Mit einem Stock trieb sie ihr Pferd Star an und klopfte an die Türen, mit der Muskete ihres Vaters verteidigte sie sich gegen einen Wegelagerer. Als sie vom Regen durchnässt und erschöpft nach Hause zurückkehrte, waren die meisten der 400 Soldaten ihres Vaters zum Abmarsch bereit.
Die Männer trafen zu spät ein, um Danbury zu retten, konnten aber zu Beginn der Schlacht von Ridgefield den Gouverneur der Kolonie New York, General William Tryon und dessen Männer zum Long Island Sound abdrängen. Sybil wurde später von General George Washington belobigt.

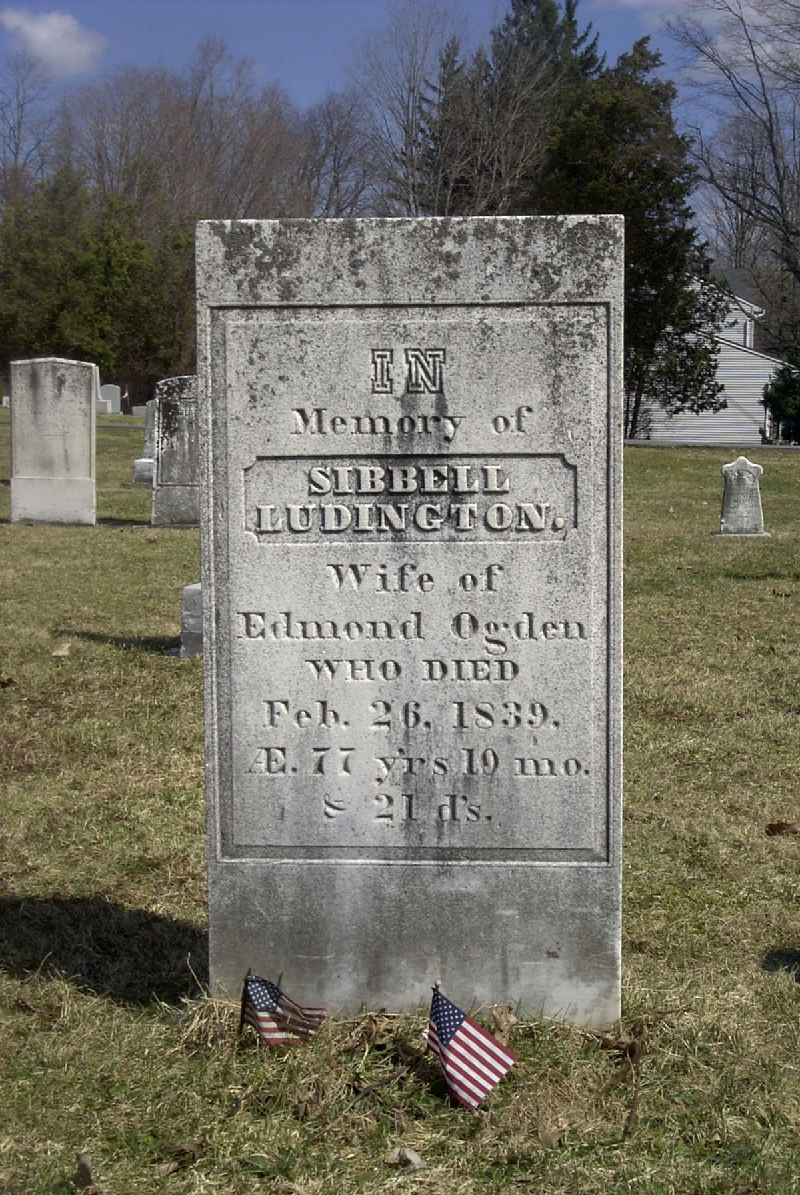
Das Grab Sybil Ludington

 Nach dem Unabhängigkeitskrieg heiratete Sybil 1784 den Rechtsanwalt Edmund Ogden aus Catskill. Aus der Ehe ging ein Sohn hervor, Henry, dessen Sohn später Fort Riley in Kansas gründete. Sybil lebte bis zu ihrem Tod in Unadilla. Sie wurde neben ihrem Vater auf dem presbyterianischen Friedhof von Patterson, New York beerdigt. 
Eine von Anna Hyatt Huntington gefertigte Statue Sybil Ludingtons wurde 1961 in der Nähe von Carmel errichtet, eine kleinere Kopie befindet sich auf dem Grundstück der Vereinigung der Daughters of the American Revolution in Washington, D.C. und eine weitere in Danbury, Connecticut. Der United States Postal Service erinnerte 1975 mit einer Sonderbriefmarke in der vierteiligen Serie Contributors to the Cause anlässlich der Zweihundertjahrfeier der Gründung der Vereinigten Staaten an Sybil Ludington.
Die Philosophin Martha Nussbaum berichtet aus ihrer Kindheit: „Damals war ich ganz gefangengenommen von einem Kinderbuch mit dem Titel Ride for Freedom. Es handelte von einem Mädchen namens Sybil Ludington […] Ich bat meine Eltern, ihre Geschichte im Kellergeschoß nachspielen zu dürfen, und verwendete verschiedene Gegenstände, die dort aufbewahrt wurden, als Pferde.“ Die Geschichte von Sybil Ludington habe die Begeisterung für die Amerikanische Revolution in ihr geweckt. 